# Granite Falls (Minnesota)
Granite Falls é uma cidade localizada no estado americano de Minnesota, no Condado de Chippewa e Condado de Yellow Medicine.

## Demografia
Segundo o censo americano de 2000, a sua população era de 3070 habitantes.
Em 2006, foi estimada uma população de 2973, um decréscimo de 97 (-3.2%).

## Geografia
De acordo com o United States Census Bureau tem uma área de
9,5 km², dos quais 8,9 km² cobertos por terra e 0,6 km² cobertos por água. Granite Falls localiza-se a aproximadamente 274 m acima do nível do mar.

## Localidades na vizinhança
O diagrama seguinte representa as localidades num raio de 20 km ao redor de Granite Falls.